# Bahri Tanrıkulu
Bahri Tanrıkulu (Ancara, 16 de março de 1980) é um taekwondista turco, tricampeão mundial.
Bahri Tanrıkulu competiu nos Jogos Olímpicos de 2004, 2008 e 2012 na qual conquistou a medalha de prata, em 2004. Irmão de Azize Tanrıkulu.